# Зофія Стафей
Зофія Стафей (пол. Zofia Stafiej; нар. 21 червня, 1999, Варшава, Польща) — польська акторка театру і кіно.

## Біографія
Зофія Стафей народилася 21 червня 1999 року у Варшаві.

## Фільмографія
- 25 років невинності. Справа Томка Коменди (2020)